# Elizabeth Mosquera
Ana Elizabeth Mosquera Gómez (Maracaibo, 16 marzo 1991) è una modella venezuelana incoronata Miss International 2010 il 7 novembre 2010 a Chengdu in Cina.
La Mosquera era stata in precedenza incoronata Miss Venezuela International 2009 durante il concorso Miss Venezuela, il 24 settembre 2009, concorso nel quale la Mosquera rappresentava lo Stato di Trujillo. Ha studiato ingegneria civile presso l'Università di Zulia.
Mosqueraha anche rappresentato il Venezuela al concorso Reinado Internacional del Café 2010, tenuto aManizales (Colombia), il 9 gennaio 2010 dove si era piazzata alla quarta posizione.